# 泽尔比奥
泽尔比奥（義大利語：Zelbio），是意大利科莫省的一个市镇。总面积4平方公里，人口216人，人口密度54.0人/平方公里（2009年）。ISTAT代码为013246。